# Yusuf Karamanli
Yusuf (ibn Ali) Karamanli, Caramanli ou Qaramanli ou al-Qaramanli (mais comumente Yusuf Karamanli), (1766–1838) foi o Paxá de mais longo reinado da dinastia Karamanli da Tripolitânia Otomana (na atual Líbia). Ele é conhecido por seu papel nas Guerras Berberes contra os Estados Unidos.

## Ascensão ao trono
Nascido em Trípoli em 1766, Karamanli, membro da dinastia Karamanli (nomeada em homenagem aos Karamanidas na Turquia), era originalmente de origem turca. Seu irmão, Hamet Karamanli, foi deposto da liderança em 1793 pelo oficial do Império Otomano Ali Paxá, que passou a exilar a família Karamanli e reivindicar o domínio otomano sobre Trípoli. Em 1795, Hamet e Yusuf retornaram a Trípoli e, com a ajuda de Hammuda Paxá do estado berbere vizinho de Túnis, a recapturaram de Ali Paxá. Yusuf então exilou seu irmão para Alexandria, Egito e reivindicou o trono para si.

## Guerras Berberes
Em 1796, Karamanli redigiu e assinou o Tratado de Trípoli, que permitia a passagem de navios comerciais americanos através das águas tripolitanas. Em 1801, Karamanli supostamente violou o tratado ao exigir um tributo de $ 225 000 do terceiro Presidente americano Thomas Jefferson. Jefferson, confiante na capacidade da incipiente Marinha dos Estados Unidos (recém-reforçada com a construção de seis fragatas pesadas a partir de 1797) de proteger o transporte marítimo americano, recusou as demandas do Paxá. Isso levou o Paxá a declarar guerra não oficialmente em maio de 1801, derrubando o mastro da bandeira com a bandeira americana diante do consulado americano.
A Marinha dos EUA tentou bloquear os portos de Trípoli com um esquadrão enviado pelo Presidente Jefferson em 1803. Após alguns sucessos militares iniciais, mais notavelmente a captura da fragata americana encalhada USS Philadelphia em outubro de 1803, o Paxá logo se viu ameaçado após um ataque liderado pelo tenente da Marinha dos EUA Stephen Decatur para queimar e afundar o Philadelphia no porto de Trípoli. Em 1805, após uma derrota na Batalha de Derna, bem como o recrutamento aliado de seu irmão deposto Hamet Karamanli pelo oficial do exército americano e cônsul diplomático William Eaton, Karamanli foi forçado a capitular. Ele assinou um tratado com o emissário americano Tobias Lear do Departamento de Estado dos EUA que oficialmente encerrou a guerra em 10 de junho de 1805.

## Massacre de Al-Jawazi
Em 5 de setembro de 1817, Yusuf Karamanli convidou os líderes da tribo al-Jawazi da Líbia para seu castelo em Benghazi, após uma disputa sobre tributo e uma revolta al-Jawazi contra seu governo. Consequentemente, o Paxá ordenou a execução de todos os presentes e de todos os outros membros da tribo, o que resultou em um massacre de pelo menos 10 000 pessoas. Os sobreviventes acabaram buscando refúgio em países vizinhos, especialmente no Egito.

## Declínio da dinastia Karamanli
Em 1819, os vários tratados das Guerras Napoleônicas forçaram os estados berberes a abandonar quase inteiramente a atividade corsária, e a economia de Trípoli começou a desmoronar. Karamanli tentou compensar a receita perdida encorajando o comércio de escravos transaariano, mas com o sentimento abolicionista em ascensão na Europa e, em menor grau, nos Estados Unidos, isso falhou em salvar a economia de Trípoli. À medida que Karamanli enfraquecia, facções surgiram em torno de seus três filhos; embora Karamanli tenha abdicado em 1832 em favor de seu filho Ali II, logo resultou em guerra civil. O Sultão Otomano Mahmud II em Istambul enviou tropas ostensivamente para restaurar a ordem, mas elas ao invés disso depuseram e exilaram Ali II, marcando o fim tanto da dinastia Karamanli quanto de uma Trípoli independente.

## Outras fontes
- Folayan, Kola Tripoli during the reign of Yusuf Pasha Qaramanli. Ife, Nigeria: University of Ife Press, 1979.
- Hume, L. J.  "Preparations for Civil War in Tripoli in the 1820s: Ali Karamanli, Hassuna D'Ghies and Jeremy Bentham."  The Journal of African History 21.3 (1980): 311–322.
- London, Joshua E. Victory in Tripoli: How America's War with the Barbary Pirates Established the U.S. Navy and Shaped a Nation. New Jersey: John Wiley & Sons, Inc., 2005. ISBN 0-471-44415-4
- McLachlan, K. S.  "Tripoli and Tripolitania: Conflict and Cohesion during the Period of the Barbary Corsairs (1551–1850)."  Transactions of the Institute of British Geographers, New Series 3.3 (1978): 285–294.